# Kombo East

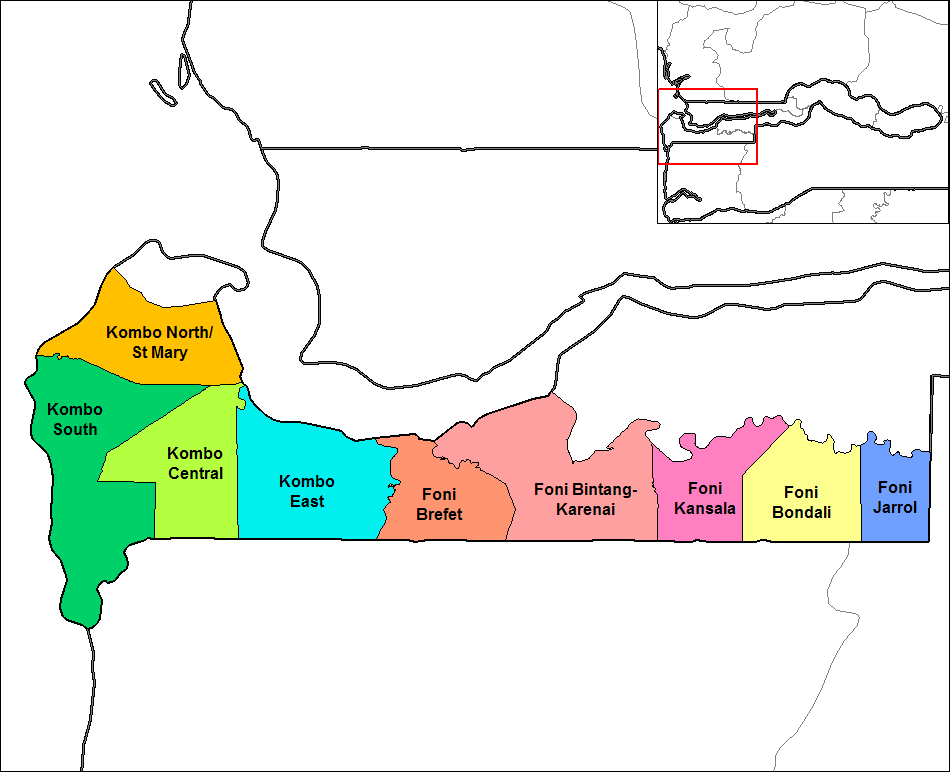
Districten van Western.

Kombo East is een van de negen districten van de divisie Western van Gambia.
Foni Bintang-Karenai · Foni Bondali · Foni Brefet · Foni Jarrol · Foni Kansala · Kombo Central · Kombo East · Kombo North/Saint Mary · Kombo South